# Ager Gallicus

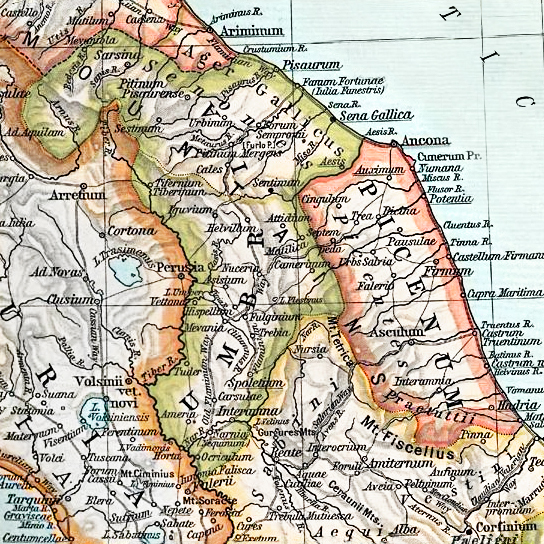
Karte Umbriens und Picenums mit dem Ager Gallicus

Ager Gallicus (wörtlich Gallisches Feld, hier im Sinne einer Staatsdomäne Gallische Mark) ist die lateinische Bezeichnung des vom Römischen Reich annektierten Siedlungsgebiets des keltischen Stammes der Senonen an der Adriaküste.

## Lage
Das nördliche Ende des antiken Landstrichs bildete südlich von Ravenna der Fluss Rubikon (antiker Name: Rubicon oder Rubico, italienisch: Rubicone), der als Grenzfluss zwischen der römischen Provinz Gallia cisalpina und dem römischen Kernland angesehen wurde. Andere Quellen geben als nördliche Grenzlinie einen Fluss namens „Utens“ an (gemeint ist vermutlich der Montone, ebenfalls bei Ravenna). Die südliche Trennlinie zum Picenum wurde am Fluss Esino (antiker Name: Aesis) gezogen. Im Osten liegt das Meer, das die Römer Mare Adriaticum nannten. Nach Westen hin gab es keine eindeutige Grenze zum benachbarten, von Umbrern bewohnten Territorium. Im modernen Italien verteilt sich das Gebiet auf die Provinz Ancona und die Provinz Pesaro und Urbino in der Region Marken sowie die Provinz Rimini in der Emilia-Romagna.

## Geschichte

### Ereignisse im Vorfeld der römischen Eroberung
Im 5. Jahrhundert v. Chr. waren die Senonen aus Gallien nach Italien eingewandert und hatten sich nach etlichen Kämpfen gegen die Etrusker in einem zuvor von umbrischer Bevölkerung besiedelten Landstreifen an der Küste zwischen Rimini (lateinisch Ariminum) und Ancona niedergelassen.
Im Jahr 387/386 v. Chr. hatten sie Rom überfallen, die Stadt mit Ausnahme des Kapitolinischen Hügels erobert und waren erst gegen Zahlung eines demütigenden Lösegelds wieder abgezogen. Ihrem König, in der späteren Überlieferung ab dem Ende des 1. Jahrhunderts v. Chr. Brennus genannt, wird in diesem Bezug der Ausspruch „Vae victis!“ („Wehe den Besiegten!“) zugeschrieben. Die Niederlage begründete eine jahrhundertelange Feindschaft Roms mit den Kelten. In den später folgenden Samnitenkriegen und den Römisch-gallischen Kriegen standen die Senonen bzw. ihre wenigen Überlebenden immer wieder aufseiten der Gegner des Römischen Reichs.

### Eroberung des Ager Gallicus
Zu einer weiteren Konfrontation kam es 283 v. Chr. Der griechische Geschichtsschreiber Polybios (etwa 200 bis 120 v. Chr.) berichtet von der Belagerung des mit Rom befreundeten Arezzo (lateinisch Arretium, etruskisch Aritim) durch nicht näher bezeichnete Gallier und deren Sieg gegen ein römisches Entsatzheer. Bei dieser Schlacht kam ihm zufolge der vermutlich als Prokonsul amtierende Lucius Caecilius Metellus Denter ums Leben, was die Datierung ermöglicht. Denters Nachfolger in der Praetur war Manius Curius Dentatus, der Legaten mit der Verhandlung über die Freilassung der von den Galliern Gefangenen beauftragte. Die Gesandten wurden allerdings getötet, was die Römer so erzürnte, dass sie ihre Truppen umgehend in Richtung der gallischen Siedlungen aufmarschieren ließen. Polybios zufolge trafen die römischen Einheiten auf eine Armee der Senonen, die sie in einer offenen Feldschlacht besiegten. Leider ist seiner Darstellung weder zu entnehmen, welcher Feldherr die römische Kampagne befehligte noch wo sich der Kampfplatz befand. Sehr wahrscheinlich ereignete sich der Zusammenstoß der beiden Streitkräfte im ager Gallicus, denn Polybios schreibt, dass die Römer das Gebiet der Senonen eroberten, „die meisten von ihnen töteten und den Rest ihres Landes vertrieben“ […] „eine Kolonie gründeten, die sie nach dem Namen der früheren Bewohner ‚Sena Gallica‘ nannten“. Aus dieser Befestigung ist die moderne Stadt Senigallia hervorgegangen.
Polybius benutzt in seinem Bericht mehrheitlich den verallgemeinernden Begriff Gallier, aber es ist fraglich, ob er damit auch durchgängig die Senonen meinte, selbst wenn diese Vermutung aus dem näheren Kontext hervorzugehen scheint. Die Überlieferungen Appians wirken in dieser Beziehung vordergründig genauer, doch sind sie genauso wenig vollständig. Sie bleiben bezüglich der Ortsangaben ebenfalls ungenau und stellen darüber hinaus keinen Bezug zur Belagerung Arretiums her. Appian beschuldigt Britomaris (griechisch Βριτόμαρις), der Kriegshäuptling der Senonen war, für den Tod der Gesandten verantwortlich zu sein. Zusätzlich nennt er mit dem Konsul Publius Cornelius Dolabella den römischen Befehlshaber, der einen römischen Rachefeldzug anführte. Cornelius sei, nachdem er vom Gesandtenmord erfahren hatte, in Eilmärschen durch das Land der Sabiner und Picentiner auf die Städte der Senonen vorgerückt. Dort habe er alles zerstört und niedergebrannt, sodass die Heimat der Senonen unbewohnbar wurde. Aufgrund der beiden Zeugnisse kann nicht sicher festgestellt werden, ob sie von einem einzelnen Ereignis handeln oder zwei unterschiedliche, jedoch nahe beieinanderliegende Geschehnisse beschreiben. Als belastbar darf dagegen gelten, dass die Vorgehensweise der Römer nahezu zur vollständigen Vernichtung der senonischen Stammesgesellschaft führte, denn beide Schriften stimmen darin überein.
Appian schreibt davon, der Konsul Cornelius sei auf dem Weg nach Etrurien gewesen, um die Etrusker zu bekämpfen, als er den Feldzug gegen die Senonen begann. Wie gleichfalls von Polybios in diesem Zusammenhang mitgeteilt wird, kam es in der Folge noch im selben Jahr zur zweiten Schlacht am Vadimonischen See zwischen den Römern unter Cornelius und den Etruskern, die mit Boiern und den aus ihrem Stammesgebiet vertriebenen Senonen verbündet waren. Das römische Heer blieb siegreich und besiegelte damit die endgültige Unterwerfung der Etrusker.

#### Festigung der römischen Macht
Der Waffenstillstandsvertrag mit Etruskern und den keltischen Stämmen sowie die Besiedlung und Kolonisierung in Umbrien, Etrurien und im Picenum erlaubte den Römern, eine solide Verteidigungslinie gegen Bedrohungen aus dem Norden zu schaffen. Nach dem Pyrrhischen Krieg gegen den König von Epirus begann Rom in den Jahren 268 bis 265 v. Chr. damit, gegen die verbleibenden unabhängigen Stämme und Siedlungen im angrenzenden Picenum und in Umbrien vorzugehen. Mehrere römische Konsuln wie Ogulnius, Fabius Pictor, Sempronius Sophus und nicht zuletzt Claudius Russus, der die Picenter unterwarf, schufen mit ihren Feldzügen die Voraussetzungen für ein zusammenhängendes Staatsgebiet. Jene Teile der Bevölkerung, die sich der Herrschaft Roms widersetzten, wurden in das Samnium deportiert, der Rest erhielt eine begrenzte römische Staatsbürgerschaft (civitas sine suffragium).

#### Fortsetzung der Romanisierung
Um Küste und Bevölkerung zu kontrollieren, errichteten die Römer noch vor Ausbruch des ersten Punischen Krieges die Kolonien von Ariminum im ager Gallicus und Firmum Picenum, das heutige Fermo im Picenum. Mit dieser Vorgehensweise wurde die Romanisierung fortgesetzt und weitere Außenposten folgten. Die Städte Pesaro (Pisaurum) und Fano (Fanum Fortunae) gehen ebenfalls auf diese Zeit zurück. Außerdem wurden auch im Hinterland die keltische Bevölkerung vertrieben und die nun herrenlosen Ländereien zum ager publicus (wörtlich: „dem Volk gehörendes Feld“), das heißt Staatsbesitz deklariert. Ab 232 v. Chr. regelte das nach dem Volkstribun Gaius Flaminius benannte Gesetz lex Flaminia de agro Gallico et Piceno viritim dividundo („Flaminisches Gesetz über die Verteilung Mann für Mann des ager Gallicus und Picenums“; auch kurz lex Flaminia [agraria] genannt) die Verteilung des beschlagnahmten Grundbesitzes unter den Plebejern. Die Begünstigten behielten aufgrund der Viritanassignation ihr römisches Bürgerrecht, das attraktiver war als das mit den Koloniegründungen verbundene latinische Recht. Sie wurden in die tribus Pollia eingeschrieben. Polybios, der hier seiner Vorlage, dem Geschichtsschreiber Quintus Fabius Pictor, folgt, geißelte das Gesetz als Teil der Demagogie (δηµαγωγία), die er Flaminius vorwarf. Nach seiner Ansicht hatte das Vorgehen zu einer Entstellung (διαστροφή) des Volkes geführt und den gallischen Aufstand von 225 v. Chr. provoziert. Der Darstellung des Polybios, das Gesetz wäre Auslöser für die folgenden kriegerischen Auseinandersetzungen gewesen, folgt die moderne Geschichtswissenschaft nicht, zumal antike Autoren das Bild des Flaminius nicht nur wegen dessen katastrophaler Niederlage gegen die Karthager bei der Schlacht am Trasimenischen See stark überzeichneten.
Sicher ist, dass viele keltische Stämme in Oberitalien die völlige Vertreibung und Ausrottung befürchteten und sich gegen die Römer verbündeten. Die Boier, die Nachbarn der Senonen vor deren Auslöschung und Vertreibung, waren dabei eine der tonangebenden Völkerschaften. Mit der Schlacht bei Telamon eskalierten die Feindseligkeiten zum sogenannten Keltenkrieg, der von 225 bis 222 v. Chr. dauerte. Nach dem Kriegsende verfolgte Rom die in vorherigen Kriegen bewährte Strategie, wehrhafte Kolonien zu errichten und damit die Macht zu festigen. Im Jahr 220 v. Chr. gab Flaminius den Auftrag zum Bau der Konsularstraße Via Flaminia, die Rom bis in die Gegenwart als Staatsstraße 3 mit Fano und Rimini verbindet. Flaminius verfolgte bei diesem Bau mehrere Absichten. Neben der Eröffnung einer militärisch nutzbaren Vormarschroute nach Norditalien sollte auch die Möglichkeit zum schnellen Eingreifen der Truppen in den küstenferneren Landesteilen Umbriens geschaffen werden. Ein weiterer wichtiger Aspekt dürfte gewesen sein, dass es ihm auf diese Weise gelang, seine mit dem Ackergesetz begonnene Siedlungspolitik aus dem Jahr 232 v. Chr. nachträglich zu unterstreichen und weiter zu fördern. Mit dem Tod des Flaminius 217 v. Chr. wurde seiner gegen den Widerstand des Senats durchgesetzten Politik der Landverteilung in der Region die Grundlage entzogen.

### Spätere Gebietsverwaltung
Im Zuge der unter Augustus initiierten Neuorganisation der Verwaltung Italiens und Einteilung in Regiones wurde der Ager Gallicus mit Umbrien vereinigt und Teil der „Regio VI Umbria et ager Gallicus“. Etwa 300 Jahre später wurden in einer Verwaltungsreform Diokletians die Provinzen verkleinert, wodurch sich deren Anzahl fast verdoppelte. Der Ager wurde von Umbrien getrennt und mit dem Picenum zur „Provinz Flaminia et Picenum“ verbunden. Anfang der 350er Jahre wurde unter Kaiser Theodosius I. das Gebiet erneut geteilt. Der Ager und ein Teil des Picenums wurden zur Provinz „Flaminia et Picenum Annonarium“ den Verwaltungseinheiten Dioecesis Italiae Annonariae zugeschlagen, während der Rest des Picenums als Provinz „Picenum Suburbicarium“ zu den Dioecesis Italiae Suburbicariae gerechnet wurde.

## Zeitleiste
|  |  |